# Bojowice
Bojowice (ukr. Боєвичі) – wieś na Ukrainie, w rejonie jaworowskim (do 2020 roku w rejonie mościskim) obwodu lwowskiego. Wieś liczy 194 mieszkańców.
Wieś szlachecka Boiowice, własność Konstantego Korniakta, położona była w 1589 roku w ziemi przemyskiej województwa ruskiego. Wieś, położona w powiecie przemyskim, była własnością Jana Konstantego Borzęckiego, została spustoszona w czasie najazdu tatarskiego w 1672 roku. W II Rzeczypospolitej do 1934 samodzielna gmina jednostkowa. Następnie należała do zbiorowej wiejskiej gminy Hussaków w powiecie mościskim w woj. lwowskim. Po wojnie wieś weszła w struktury administracyjne Związku Radzieckiego.